# Ateroscleroză
Ateroscleroza este o maladie cardiovasculară caracterizată de formarea la nivelul tunicii interne și medii a arterelor mijlocii și mari de depozite de plăci ateromatoase (plăci de culoare galbenă), ce conțin colesterol, material lipidic și lipofage. 
Efectele și complicațiile bolii (angina pectorală, infarctul miocardic, accidentul cerebral, cardiopatia ischemică) asupra creierului, inimii, extremităților, și a altor organe constituie cauza majoră a morbidității și mortalității în țările vestice - 1/3 din decesele la persoane cu vârsta cuprinsă între 35 și 65 de ani. 
Placa ateromatoasă creată este alcătuită din 3 regiuni distincte:
1. ateromul - o acumulare nodulară a unui material gălbui, ușor, situat în centrul plăcilor mari și alcătuit din macrofage;
2. cristale de colesterol LDL situate adiacent ateromului;
3. calcifierea exteriorului unor leziuni mai vechi sau mai avansate.

Trebuie făcută distincția dintre arterioscleroză (un termen general folosit pentru descrierea oricărei boli ce implică o întărire (sau pierdere a elasticității) a pereților arterelor mari sau medii, arterioloscleroză (un termen general folosit pentru descrierea oricărei boli ce implică o întărire a pereților arteriolelor (arterelor mici), și ateroscleroza, ce descrie o întărire a pereților arterelor ca rezultat al formării plăcii ateromatoase. 
Ateroscleroza, deși poate rămâne asimptomatică câteva decenii, produce două mari probleme: 
1. Plăcile ateromatoase, deși sunt compensate de lărgirea arterelor, în cele din urmă duc la rupturi ale plăcilor și, implicit, cheaguri. Acestea se lecuiesc și se micșorează, dar pot duce la stenoza arterelor, sau, chiar mai rău, la blocajul acestora.
2. Dacă procesul lărgirii arterelor este excesiv, poate rezulta un anevrism.

Complicațiile aterosclerozei avansate sunt cronice, progresive și acumulative. Cel mai des plăcile ușoare se rup, cauzând formarea unui tromb, care va încetini sau va opri fluxul sangvin, ducând la moartea țesutului alimentat de artere în aproximativ 5 minute (infarct). Unul din cele mai des întâlnite exemple este tromboză coronară a arterei coronare (infarct miocardic), sau, un scenariu mai groaznic, este accident cerebral. Altă complicație frecventă este claudicația, rezultată din alimentarea insuficientă cu sânge a membrelor inferioare, din cauza atât a stenozei arterelor, cât și a unor segmente cu anevrism reduse de cheaguri. Ateroscleroza poate astfel afecta orice arteră din corp (creier, rinichi, intestine, etc).

## Simptomologie
Ateroscleroza este asimptomatică până la formarea ateromului. Pot apărea:
- Stenoză;
- Tromboză;
- Anevrism;
- Embolie.

## Factori de risc
- Obezitatea;
- Dietă neechilibrată, stil de viață sedentar;
- Fumatul;
- Diabetul zaharat Arhivat în 2 septembrie 2013, la Wayback Machine.;
- Alcoolismul;
- Hiperlipoproteinemie;
- Hipertensiune arterială

## Patologie
- Modificări precoce potențial reversibile:
  - Acumularea celulelor încărcate cu lipide la nivelul tunicii interne a arterelor (monocite/macrofage din sângele circulant);
  - Structuri liniare lipidice la nivelul aortei și a arterelor coronare;
- Modificări tardive în general reversibile:
  - Plăci ateromatoase cu necroză, fibroză, calcifiere;
  - Scăderea rezistenței structurii lamelare elastice;
  - Neovascularizație;
  - Obstrucție arterială;
  - Tromboză;
- Oxidarea LDL induce apoptoza celulelor musculare netede a vaselor și moarte celulară;
- Alterarea funcției endoteliale implică predominant căile N2O și induce aderență și agregare plachetară, coagulare locală și alterează tonusul vascular;
- Scăderea elastinei ca urmare a procesului fiziologic de îmbătrânire, asociată cu degenerarea colagenului și accentuarea îngroșării tunicii interne-medii a peretelui arterial.